# Swords (by)
Swords (by) (Irsk: Sord Cholm Cille) er en irsk by i County Fingal i provinsen Leinster, i den centrale del af Republikken Irland med en befolkning (inkl. opland) på 33.998 indb i 2006 (27.175 i 2002).
Swords Castle, der er en borg fra middelalderen, ligger i byen.